# Grgur IV.
Grgur IV. bio je papa od 827. do 844. godine. On je isprva priznavao vrhovnu vlast franačkog vladara Ludovika I. u svim profanim stvarima, no nakon sukoba kralja sa sinovima, istaknuo je primat papinske vlasti nad vlasti cara Svetog Rimskog Carstva.
Uvelike je pridonio usponu na vlast Lotara I. 833. godine na tzv. "Polju laži" kod Rotfelda u blizini Colmara.
Grgur IV. je poznat po tome što je postavio Ausgara nadbiskupom Hamburga i Bremena, te misionara delegata za sjeverni i istočni dio Europe. Također je i utvrdio luku Ostiju protiv napadaja Saracena.
Grgur IV. je nadalje pridonio arhitektonskoj izgradnji Rima (obnova Bazilike Svetog Marka) i promovirao je slavljenje Svih Svetih. 